# Incertana
Incertana  (Zeuner, 1941) è un genere di insetti ortotteri della famiglia Tettigoniidae.

## Tassonomia
Comprende le seguenti specie:
- Incertana arabica (Popov, 1981)
- Incertana buxtoni (Uvarov, 1923)
- Incertana capitata (Uvarov, 1917)
- Incertana concinna (Walker, 1869)
- Incertana decorata (Fieber, 1853)
- Incertana drepanensis (Massa, Fontana & Buzzetti, 2006)
- Incertana himalayana (Ramme, 1933)
- Incertana incerta (Brunner von Wattenwyl, 1882)
- Incertana kabyla (Finot, 1893)
- Incertana persica (Uvarov, 1917)
- Incertana seniae (Finot, 1893)
- Incertana tripolitana (Fontana & Massa, 2009)